# Włosienica (Petite-Pologne)

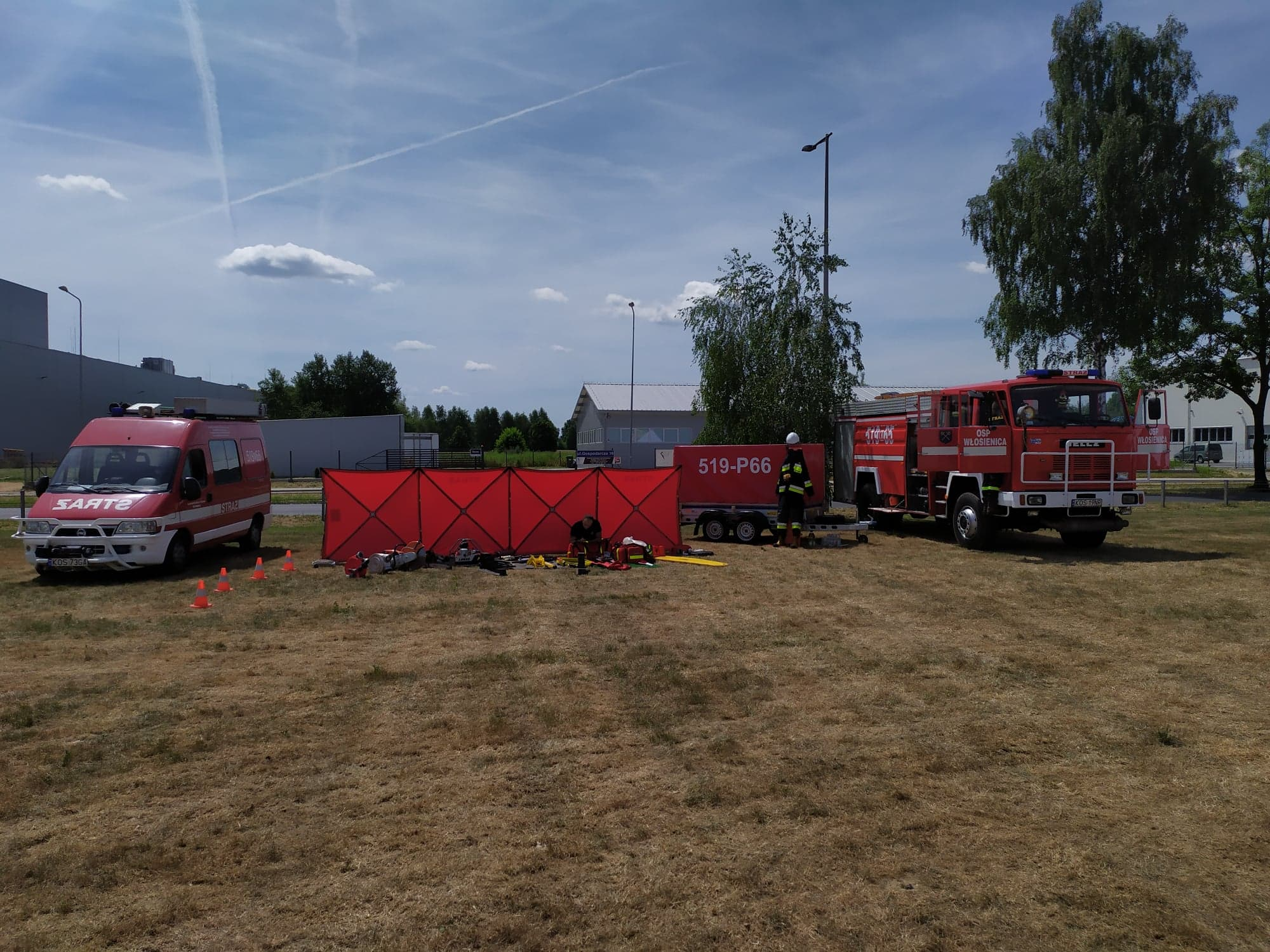

Włosienica est une localité polonaise de la gmina et du powiat d'Oświęcim en voïvodie de Petite-Pologne.